# Homburg (Elveția)
Homburg este o comună cu 	1.437 loc. (în 2008) din districtul Steckborn, cantonul Thurgau, Elveția.

## Date geografice
Homburg, este ca suprafață (21.1 km²) pe locul trei în cantonul Thurgau, fiind situat pe dealurile Seerücken, la altitudinea de 591 m, în apropiere de lacul Untersee, care comunică cu Lacul Constanța. Comuna cuprinde localitățile: Homburg, Gündelhart, Hörhausen  și Salen-Reutenen. Ca atracție turistică se poate aminti biserica  St. Peter și Paul, care a fost restaurată în anul 1977.